# Маньково (Плоцький повіт)
Маньково (пол. Mańkowo) — село в Польщі, у гміні Стара Біла Плоцького повіту Мазовецького воєводства.
Населення — 516 осіб (2011).
У 1975-1998 роках село належало до Плоцького воєводства.

## Демографія
Демографічна структура станом на 31 березня 2011 року:
|          | Загалом | Допрацездатний вік | Працездатний вік | Постпрацездатний вік |
| -------- | ------- | ------------------ | ---------------- | -------------------- |
| Чоловіки | 256     | 58                 | 189              | 9                    |
| Жінки    | 260     | 65                 | 165              | 30                   |
| Разом    | 516     | 123                | 354              | 39                   |